# Indagine privata
Indagine privata è un romanzo giallo scritto da Ugo Mazzotta e pubblicato nel 2005, terza indagine del commissario Prisco, il titolare del Commissariato di Polizia La bella Napoli nell'immaginario paese appenninico di Rocca di San Severo.
Il romanzo è la quarta opera di Ugo Mazzotta, medico legale napoletano, la seconda che è stata pubblicata da Todaro Editore.

## Trama
Un vecchio è scomparso dalla sua casa e dalla sgangherata officina meccanica che gestiva insieme con il genero e il nipote; il suo cadavere presto viene ritrovato abbandonato in un piccolo cimitero militare tra le montagne. Cosa ci faceva il vecchio lì? E perché lui e altri curiosi personaggi della stessa età avevano l'abitudine di frequentare quel cimitero?
La storia procede fra indagini di polizia, accertamenti scientifici e pazienti interrogatori; un'apparente divagazione - un'indagine su certi festini a luci rosse nella quale è coinvolto anche un personaggio eccellente - sarà la scintilla che farà precipitare gli eventi, mettendo Prisco contro il magistrato incaricato dell'inchiesta sull'omicidio e provocando un colpo di scena che colpirà personalmente il commissario, fino a costringerlo a continuare da solo la caccia all'assassino.

## Edizioni
- Ugo Mazzotta, Indagine privata, collana Impronte, Todaro, 2005,  p. 224, ISBN 88-86981-59-7.